# Duel (album)
Duel è il secondo album in studio del gruppo musicale italiano Miraspinosa, pubblicato nel 2000.

## Tracce
1. Fallen
2. Overflow
3. Peregrinare
4. Insane
5. Distanze
6. A little dream
7. Va tutto bene
8. Mantras
9. Waves
10. Plenilunio
11. Buonanotte